# Lachlania garciai
Lachlania garciai is een haft uit de familie Oligoneuriidae. De wetenschappelijke naam van de soort is voor het eerst geldig gepubliceerd in 1912 door Navás.
De soort komt voor in het Neotropisch gebied.